# Vanga de Lafresnaye
Xenopirostris xenopirostris
Espèce
Statut de conservation UICN

 LC  : Préoccupation mineure
Le Vanga de Lafresnaye (Xenopirostris xenopirostris (Lafresnaye, 1850)) est une espèce de passereau appartenant à la famille des Vangidae.

## Répartition
Madagascar.